# Galhardo (folclore)
O galhardo é um ser mítico do folclore português. Ele é um ser maléfico tido como um diabo ou uma das denominações do diabo. O galhardo é um construtor de caminhos e pontes. Galhardo é também nome de boi, por ser belo, no Sul de Portugal. No Minho  associam o nome "galho" ao galhardo, assim, boi galhardo é o « que tem galhos mais largos ou abertos que o pisco».
Ao pé da Serra da Estrela há uma ponte feita pelos Galhardos (i. é, pelo Diabo) que é frequentemente chamada Ponte dos Galhardos, por ter grandes pontas, grandes cornos ou galhos. Ou noutra versão, a ponte teria sido feita pelos "galearius", militares romanos. Em Folgosinho uma calçada romana, tem a designação de calçada do Galhardo por ter sido construída numa noite.
"Na construção da Ponte Nova, entre Teixoso e Caria, os galhardos (diabos) lidavam com toda a azáfama para acabar a obra, quando cantou um galo. «Já cantou o galo, dizia um deles, vamo-nos». Foi o galo pardo, observou outro. «Não, foi o galo preto romano, replicou o primeiro». E perderam a partida"